# Luipaardpantsermeerval
De luipaardpantsermeerval (Corydoras julii) is een kleine aquariumvis van 4 tot 6 cm groot.
Hij komt vooral voor in het oostelijk en noordoostelijk deel van Zuid-Amerika en verkiest temperaturen van 23 tot 26 °C en pH 7-0. De luipaardpantsermeerval eet bijna alles, met een voorkeur voor wormachtigen zoals Tubifex, enchytreeën en rode muggenlarven.
Na de paring zwemt het wijfje naar een tevoren door haar schoongemaakte steen of wortel (soms ook het aquariumglas) en zet haar eieren daarop af. De eieren komen na 5 tot 8 dagen uit.  
Net als vele andere leden van de pantsermeervallen is de luipaardpantsermeerval gestippeld (wit met donkere stippeltjes).